# 東御市立北御牧中学校
東御市立北御牧中学校（とうみしりつきたみまきちゅうがっこう）は、長野県東御市にある公立中学校。旧北御牧村では唯一の中学校であった。

## 概要
東御市の南側に位置する学校。2004年4月1日の市町村合併に伴い、北御牧村立から東御市立に改称した。
学区は北御牧地区全域。校舎は一度建てかえられている。
生徒数は、98人(2025年4月6日)。

## 沿革
- 2004年（平成16年）4月1日 - 小県郡東部町と北佐久郡北御牧村が合併し、東御市となり、東御市立北御牧中学校に改称。

## 場所
- 〒389-0404 長野県東御市下之城947番地

## 教育目標
高い知性を身につけ・主体的に行動する生徒の育成。
また、教育理念は、
求･･･自ら考え追究する生徒
健･･･進んで心身を鍛える生徒
正･･･正しく判断でき、心豊で温かな生徒
（2010年現在）

## 部活動
運動部
- 野球部
- 剣道部
- 男子バスケットボール部
- 女子バレーボール部

文化部
- 美術部
- 吹奏楽部

準部活動
- 陸上部
- 水泳部
- 卓球部

## 諸活動
文化祭･体育祭（かくま祭）
/あけぼの祭
/球技クラスマッチ
/1年：臨海学習
/2年：職場体験
/3年生を送る会

## 周辺
- 北御牧総合支所（旧北御牧村役場）
- 東御市立北御牧小学校
- 長野県道40号諏訪白樺湖小諸線（千曲ビューライン）
- 東御市立中央保育園